# Grupo Chaski
Grupo Chaski es una asociación civil sin fines de lucro y un colectivo de cineastas del Perú fundada en 1982 por el suizo Stefan Kaspar, junto al uruguayo Alejandro Legaspi, y los peruanos Fernando Espinoza, María Barea y Fernando Barreto.
Su objetivo inicial fue la difusión de las realizaciones cinematográficas nacionales e internacionales en las zonas marginales de Lima y en las provincias del interior de Perú. También produjeron cortometrajes y largometrajes documentales, y de ficción, como Gregorio y Juliana.
Desde 2004, a través de la Red de Microcines, desarrollan un proyecto de difusión y distribución digital de películas con contenido educativo y cultural.
En 2019, el Festival de Cine de Lima rindió homenaje al colectivo, exhibiendo la versión remasterizada de sus dos largometrajes clásicos junto al corto Miss Universo en el Perú.

## Historia
La idea de crear una organización se inició en 1978, cuando el comunicador social suizo Stefan Kaspar Bartschi viajó de Suiza a Pucará, en la provincia de Lampa en el altiplano de Puno, para realizar la adaptación cinematográfica del cuento de Enrique Congrains «El niño de junto al cielo». Luego, Kaspar contactó a la productora de cine María Barea Paniagua y luego se unieron al grupo el sonidista Fernando Espinoza, el guionista Fernando Barreto y el camarógrafo uruguayo Alejandro Legaspi Etchechurry para formar un colectivo de cineastas.
En 1985 se unió al Grupo Chaski María Elena Benites, como gestora cultural en el área de difusión, mientras que Rosamaría Álvarez Gil asumió la responsabilidad del Área de Difusión Alternativa, enfocándose en la circulación de las producciones del grupo en coordinación con organizaciones sociales, culturales y educativas.

## Filmografía
Largometrajes
- Gregorio (1984)
- Juliana (1988)
- La última noticia (2016)[7]

Mediometrajes
- Perú ni leche ni Gloria (1986)
- El azaroso camino de la fe de Otto Brun (2013)

Cortometrajes
- Miss Universo en el Perú (1982)
- Caminos de liberación (1985)
- Cucharita (1987)
- Sobreviviente de oficio (1987)
- Encuentro de hombrecitos (1987)
- Margot la del circo (1987)
- El taller más grande del mundo (1987)
- Crisanto el haitiano (1989)

## Reconocimientos
- 2014. Mención honrosa en la categoría Buenas Prácticas Institucionales, Premio Nacional de Cultura (Ministerio de Cultura del Perú)[8]